# Pierre Desnuelle
Pierre Desnuelle est un chimiste français né le 8 août 1911 à Lons-le-Saunier et mort le 8 décembre 1986 à Marseille,.

## Biographie
Pierre Desnuelle est sorti ingénieur chimiste de l'École supérieure de chimie de Lyon en 1932, est devenu docteur ès sciences physiques en 1935, puis professeur de chimie biologique à la Faculté des sciences de Marseille à partir de 1947. Il a été correspondant de l'Académie des sciences à partir de 1966, puis membre de l'Académie des sciences à partir de 1977. En 1972, il a obtenu le Prix Jaffé. 
Il est mort à Marseille en 1986. Depuis 1991, un Prix Pierre Desnuelle est remis régulièrement par l'Académie des sciences,.

## Parcours
- 1932 : licencié ès sciences physiques de la Faculté des sciences de Lyon.
- 1932 : ingénieur chimiste de l'École supérieure de Chimie de Lyon.
- 1934 : préparateur temporaire à la Faculté des sciences de Lyon.
- 1935 : docteur ès sciences physiques.
- 1936 : assistant à la Faculté des sciences de Lyon.
- 1937 : boursier Rockefeller (stage au Kaiser Wilhelm Institute de Heidelberg).
- 1939 : chargé de recherches au CNRS.
- 1943 : maître de conférences de chimie biologique à la Faculté des sciences de Marseille.
- 1943-1962 : directeur du laboratoire national des matières grasses rattaché à la Faculté des sciences de Marseille.
- 1947 : professeur de chimie biologique à la Faculté des sciences de Marseille.
- 1954 : directeur du centre de troisième cycle de chimie biologique à la Faculté des sciences de Marseille.
- 1966 : correspondant de l'Académie des sciences (section de chimie).
- 1967 : fondateur et directeur du Centre de biochimie et biologie moléculaire du CNRS.
- 1977 : membre de l'Académie des sciences.

## Distinctions
- Prix Jaffé de l'Académie des sciences
- Officier de la Légion d'honneur
- Commandeur dans l'Ordre du mérite
- Officier dans l'Ordre des Palmes académiques

## Publications
- La synthèse de l'alanine par la levure au cours de la fermentation alcoolique, in Bulletin de la Société de chimie biologique, 1933, en collaboration avec Claude Fromageot.
- Synthèse des acides aminés par les levures, 1935, thèse de doctorat, Faculté des sciences de Lyon.
- La décomposition anaérobie de la cystéine par E. Coli, in Enzymologia, 1939, en collaboration avec Claude Fromageot.
- Nouvelles études sur les glycérines de savonnerie, 1945, en collaboration avec Maurice Naudet.
- Phospholipides, in Progress in the Chemistry of Fats and other Lipids, 1952.
- Structure chimique des protéines, 1954, textes de conférence.
- Les amino-acides, in Traité de biochimie médicale, 1959.
- Pouvoir rotatoire naturel 3, Amino-acides, 1959, en collaboration avec J.-P. Mathieu et J. Roche.
- The enzymes of lipid metabolism, 1961, textes de conférence.
- Digestion, absorption intestinale et transport des glycérides chez les animaux supérieurs, 1961, actes du colloque international.
- Influence de la composition du régime sur les niveaux enzymatiques dans le pancréas exocrine, 1962.
- Molecular basis of enzyme action and inhibition, 1963.
- Structure-function relationships of proteolytic enzymes, 1970.
- La digestion et l'absorption des lipides, in Handbook of physiology, 1975.
- Enzymes, Electron transport systems, 1975.
- Introduction à la biochimie et à la technologie des aliments, 1986, traduction anglaise: Molecular and Cellular Basis of Digestion, 1986.